# Tracy Evans
Tracy Evans (* 8. Dezember 1967 in Hornell) ist eine ehemalige US-amerikanische Freestyle-Skierin. Sie war auf die Disziplin Aerials (Springen) spezialisiert.

## Werdegang
Evans startete in der Saison 1991/92 in Tignes erstmals im Freestyle-Skiing-Weltcup, wobei sie den 18. Platz errang. In der Saison 1993/94 erreichte sie mit drei fünften Plätzen ihre beste Platzierung im Weltcup und zum Saisonende den 15. Platz im Aerials-Weltcup. Beim Saisonhöhepunkt, den Olympischen Winterspielen 1994 in Lillehammer, wurde sie Siebte. In den folgenden Jahren belegte sie in der Saison 1994/95 den 15. Platz im Aerials-Weltcup, in der Saison 1995/96 den 19. Rang im Aerials-Weltcup und in der Saison 1996/97 den 28. Platz im Gesamtweltcup sowie den 11. Rang im Aerials-Weltcup. Zudem kam sie bei den Weltmeisterschaften 1995 in La Clusaz auf den zehnten Platz, bei den Weltmeisterschaften 1997 im Iizuna Kōgen Sukī-jō auf den 23. Rang und bei den Olympischen Winterspielen 1998 in Nagano auf den 17. Platz. Nachdem, sie in der Saison 1998/99 und 1999/2000 nicht an internationalen Wettbewerben teilgenommen hatte, startete sie in der Saison 2000/01 wieder im Weltcup und sprang bei den Weltmeisterschaften 2001 in Whistler auf den 23. Platz. In der Saison 2001/02 kam sie viermal unter den ersten Zehn und erreichte mit dem 19. Platz im Gesamtweltcup sowie mit dem neunten Rang im Aerials-Weltcup ihre besten Gesamtergebnisse. Letztmals international startete sie bei den Olympischen Winterspielen 2002 in Salt Lake City, wobei sie den 14. Platz errang.

## Erfolge

### Olympische Spiele
- 1994 Lillehammer: 7. Platz Aerials
- 1998 Nagano: 17. Platz Aerials
- 2002 Salt Lake City: 14. Platz Aerials

### Weltmeisterschaften
- 1995 La Clusaz: 10. Platz Aerials
- 1997 Iizuna Kōgen: 23. Platz Aerials
- 2001 Whistler: 23. Platz Aerials

### Weltcupwertungen
Evans nahm an 52 Weltcups teil und erreichte 18 Top-Zehn-Platzierungen
| Saison  | Gesamt | Gesamt | Aerials | Aerials |
| Saison  | Platz  | Punkte | Platz   | Punkte  |
| ------- | ------ | ------ | ------- | ------- |
| 1991/92 | 1      | 64.    | 5       | 23.     |
| 1992/93 | 5      | 91.    | 28      | 31.     |
| 1993/94 | 51     | 38.    | 408     | 15.     |
| 1994/95 | 48     | 44.    | 388     | 15.     |
| 1995/96 | 29     | 59.    | 260     | 19.     |
| 1996/97 | 69     | 28.    | 552     | 11.     |
| 1997/98 | 35     | 61.    | 212     | 23.     |
| 2000/01 | 43     | 37.    | 172     | 18.     |
| 2001/02 | 70     | 19.    | 348     | 9.      |